# Asunaprévir
L'asunaprévir (nom de  code BMS-650032) est un principe actif en expérimentation pour le traitement de l'hépatite C.
Il a été développé par la compagnie pharmaceutique Bristol-Myers Squibb et se trouve actuellement en essai clinique de phase III.

## Mode d'action
L'asunaprévir est un inhibiteur de la protéase virale NS3 du virus de l'hépatite C.
Il a été testé en association avec l'interféron pégylé et la ribavirine ainsi que dans des protocoles sans interféron mais avec d'autres agents antiviraux à action directe dont le daclatasvir.